# Bra'tac
(Bra'tac al colonnello Jack O'Neill dopo un duello)
Bra'tac è un personaggio immaginario appartenente all'universo fantascientifico di Stargate SG-1, interpretato da Tony Amendola.

## Biografia
Bra'tac è stato Primo Jaffa di Apophis, e organizzatore delle milizie al servizio di Klorel.
Accoglie su Chulak il piccolo Teal'c e la madre, appena banditi da Cronus, e ne provvede all'inserimento tra le schiere jaffa di Apophis.
Durante i primi anni di servizio di Teal'c nell'esercito del Signore del Sistema, Bra'tac, oltre ad essere il suo maestro, allenatore e amico, è stato per Teal'c quasi un padre.
Teal'c diviene poi il suo successore come Primo di Apophis.
Bra'tac si vanta spesso della sua longevità, infatti dichiara fiero di avere 133 anni nella prima stagione, 135 nella terza e 137 nella quinta.
Vive su Chulak, il pianeta delle truppe Jaffa di Apophis e, come il suo allievo Teal'c, crede che i Goa'uld siano falsi dei.
Bra'tac assiste attivamente l'SG-1 per ciò che riguarda Apophis o la famiglia di Teal'c, di cui si prende cura, ed è inoltre un leader della resistenza Jaffa, il movimento che si impegna a liberare tutti i Jaffa dalla schiavitù dei Goa'uld.
Da quando ha perso il suo simbionte durante un attacco dei Goa'uld ai ribelli sul pianeta Kresh'taa, Bra'tac ha bisogno di dosi regolari di Tritonio per vivere.